# خطوط عبر العالم الجوية
خطوط عبر العالم الجوية (بالإنجليزية: Trans World Airlines) المعروفة أختصارا بـ تي دبليو إيه (TWA): شركة طيران أمريكية تأسست عام 1925 حتى تم شراءها ودمجها مع الخطوط الجوية الأمريكية في عام 2001. كانت تي دبليو إيه إحدى كبرى شركات الطيران في الولايات المتحدة ومنافس رئيسي لخطوط بان أمريكان العالمية (بان آم) على خطوط الرحلات الجوية العابرة للقارات منذ عام 1946 وحتى تحرير قطاع الطيران من الاشراف الحكومي في عام 1978.
كانت محاور طيران تي دبليو إيه في كل من مطار سانت لويس الدولي ومطار جون إف كينيدي الدولي وتتمركز في مدن كانساس سيتي ولوس أنجلوس وسان خوان وبورتوريكو. في الثمانينيات بنت لها محورا جديدا في اتلانتا وفي التسعينات تم تخفيضة الي مجددا إلي مركز.
كانت لتي دبليو إيه محطات رائدة في كل من فرانكفورت وبرلين خلال الثمنينات، وتسير عليها طائرات بوينغ 727-100 داخل أوروبا. كما طارت الشركة في مسارات جوية داخل أوروبا بين كل من برلين، فرانكفورت، لندن، زيوريخ، هامبورغ، شتوتغارت وفيينا وأمستردام وإسطنبول.
تي دبليو إيه كانت تسير رحلات إلى معظم مدن الولايات المتحدة الكبرى، وكانت واحدة من أكبر أربع شركات طيران محلية أمريكية، مع كل من الخطوط الجوية الأمريكية ويونايتد إيرلاينز والخطوط الجوية الشرقية والذين عرفوا باسم «الأربعة الكبار». حيث كانت لديهم ميزة التغذية من المدن الصغيرة في وسط غرب الولايات المتحدة. كما كانت تملك تي دبليو إيه شبكة خطوط كبيرة خارج الولايات المتحدة، تشمل أوربا والشرق الأوسط. [

## الأسطول
عند اندماج خطوط عبر العالم الجوية مع الخطوط الجوية الأمريكية في عام 2001 ، كان أسطولها يتكون من الطائرات التالية .

## وصلات خارجية
- خطوط عبر العالم الجوية على موقع الموسوعة البريطانية (الإنجليزية)
- خطوط عبر العالم الجوية على موقع ميوزك برينز (الإنجليزية)